# Droga wojewódzka nr 259
Droga wojewódzka nr 259 (DW259) – droga wojewódzka o długości 1 km łącząca DW231 ze Smętowem.
Droga w całości biegnie na terenie powiatu starogardzkiego.